# HD 190658
HD 190658，又名BD+15 4040，SAO 105663、HR 7680，是一颗恒星，视星等为6.34，位于銀經55.36，銀緯-8.64，其B1900.0坐标为赤經20h 0m 50.4s，赤緯+15° -8.64′ 53″。